# 厦门医学院
厦门医学院是一所公办医学本科层次普通高等学校，学校位于中華人民共和國福建省厦门市集美区灌口中路1999号。

## 历史
- 1953年 由福建省立医院附设护士学校、厦门医士学校、厦门助产学校3所学校合并成立厦门卫生学校[2]。
- 1958年 厦门卫生学校分为市第一医院医务学校和鼓浪屿医院卫生学校。后又于1962年合并。
- 1969年 受文化大革命影响，学校停办。
- 1976年复办。
- 2007年 经教育部批准升格为厦门医学高等专科学校[3]。
- 2016年3月经教育部批准建立厦门医学院。

## 附属医院
- 直属附属医院：厦门市第二医院、厦门市口腔医院
- 非直属附属医院：厦门市仙岳医院、漳州市第二医院、厦门市第六医院
- 非直属附属医院转教学医院：泉州市儿童医院、临夏州人民医院、临夏州中医医院